# Emil Sioli

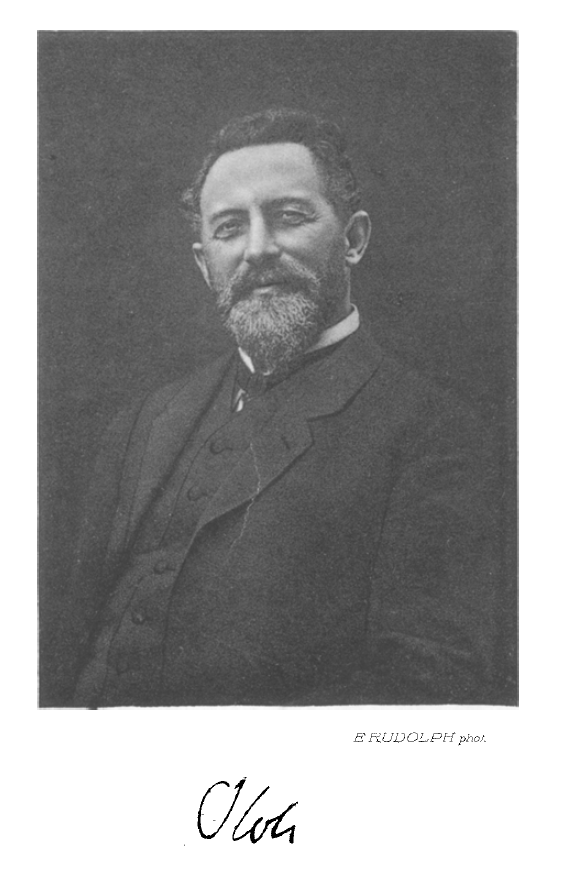
Emil Sioli

Ernst Franz Sioli (ur. 29 lipca 1852 w Gut Lieskau, zm. 16 czerwca 1922 w Friedrichsdorf) – niemiecki lekarz psychiatra i dyrektor Anstalt für Irre und Epileptiker pod Frankfurtem. Jako dyrektor tej instytucji w latach 90. XIX wieku współpracował z Alois Alzheimerem i Franzem Nisslem.

## Życiorys
Studiował medycynę w Halle, tytuł doktora medycyny otrzymał w 1875 roku. Następnie był asystentem w Instytucie Anatomicznym w Strasburgu u Waldeyera, szpitalu psychiatrycznym Anstalt Nietleben-Halle u Hitziga i w berlińskiej klinice psychiatrycznej u Westphala. W 1880 roku prymariusz w Anstalt Leubus, w 1881 roku dyrektor Anstalt Bunzlau, od 1888 roku jako następca Hoffmanna w Irrenschloss pod Frankfurtem. W 1907 roku został profesorem tytularnym, w 1914 roku profesorem nadzwyczajnym. Asystentami Sioliego oprócz Alzheimera i Nissla byli Max Bielschowsky, Korbinian Brodmann, Paul Mayser, Alfons Maria Jakob, Ariëns Kappers i Kurt Goldstein.
W 1919 roku przeszedł na emeryturę. Zmarł w 1922 roku, wspomnienia pośmiertne poświęcili mu Kleist i Raecke.

## Wybrane prace
- Vergleichungen über die Zwischenrippen- und Bauchmuskulatur der Wirbelthiere. Halle, 1875
- Ernährungsanomalien im Reconvalescenzstadium der Manie. Neurologisches Centralblatt, 1882
- Ueber directe Vererbung von Geistes-krankheiten. Allgemeine Zeitschrift für Psychiatrie 16, 1885
- Ueber die Fasersysteme im Fuss des Grosshirnschenkels und Degeneration derselben. Centralbl. f. Nervenh. 11, ss. 438-441, 1888
- Ueber die Fasersysteme im Fuss des Grosshirnschenkels und Degeneration derselben.  Breslau. aerztl. Ztschr. 10, 181, 1888
- Ueber die Fasersysteme im Fuss des Grosshirnschenkels und Degeneration derselben. Allgemeine Zeitschrift für Psychiatrie 45, ss.  428-431, 1888
- Gefährdung eines Eisenbahntransports im maniakalischen Zustand des circulären Irreseins. Vierteljahrsschrift für gerichtliche Medizin und öffentliches Sanitätswesen 51, ss. 369-380, 1889
- Ueber perverse Sexual-empfindung. Allgemeine Zeitschrift für Psychiatrie 50, ss. 897-902, 1893/1894